# Centaurea ornata
Centaurea ornata é uma espécie de planta com flor pertencente à família Asteraceae. 
A autoridade científica da espécie é Willd., tendo sido publicada em Sp. Pl., ed. 4 (Willdenow) 3(3): 2320. 1803.

## Portugal
Trata-se de uma espécie presente no território português, nomeadamente os seguintes táxones infraespecíficos:
- Centaurea ornata subsp. ornata - presente em Portugal Continental. Em termos de naturalidade é nativa da região atrás referida. Não se encontra protegida por legislação portuguesa ou da Comunidade Europeia.
- Centaurea ornata subsp. interrupta - presente em Portugal Continental. Em termos de naturalidade é nativa da região atrás referida. Não se encontra protegida por legislação portuguesa ou da Comunidade Europeia.